# Wołodymyr Bajenko
Wołodymyr Wołodymyrowycz Bajenko, ukr. Володимир Володимирович Баєнко (ur. 9 lutego 1990 w Komsomolske, w obwodzie donieckim) – ukraiński piłkarz, grający na pozycji obrońcy.

## Kariera piłkarska

### Kariera klubowa
Wychowanek klubów Szachtar Donieck i Olimpik Donieck, barwy których bronił w juniorskich mistrzostwach Ukrainy (DJuFL). Karierę piłkarską rozpoczął w 2011 w klubie Stal Dnieprodzierżyńsk, jednak nie zagrał żadnego meczu i na początku 2013 przeszedł do drużyny Makijiwwuhilla Makiejewka, w której 13 kwietnia rozegrał swój pierwszy oficjalny mecz na poziomie zawodowym. Zimą 2014 został piłkarzem Hirnyka Krzywy Róg. Latem 2016 po rozformowaniu Hirnyka zaczął poszukiwać nowy klub. 26 czerwca 2016 podpisał kontrakt z klubem Zirka Kropywnycki. 18 stycznia 2017 za obopólną zgodą kontrakt został anulowany, a w lutym został piłkarzem uzbeckiego FK Buxoro. W lutym 2018 jako wolny agent zasilił skład Riga FC. 4 lutego 2019 opuścił łotewski klub. 14 sierpnia 2019 został piłkarzem Worskły Połtawa.